# Techno
Techno je oblik elektroničke glazbe, koji se razvio u Detroitu (Michigan, SAD) sredinom 1980-ih, pod utjecajem electro i funk glazbe, kao i novog vala.

## Povijest techno glazbe
Riječ techno je skraćenica od riječi tehnologija i prvi put se koristi 1985. godine kao naziv za granu house glazbe. Prvi DJ koji je 1985. isproducirao tehno je Juan Atkins.  DJ Jeff Mills kaže: "Techno u Detroitu ima istu funkciju kao hard hip-hop u L.A.-u ili New Yorku. On je vrsta bijega. Pa u Detroitu se ubija iz zabave!" U Europu techno prvi put stiže 1987. godine.
Poslije početnog uspjeha u Detroitu, techno glazba se širi na mnoge podžanrove (Techno, Trance, Tech-house, Techno rave, Hard core techno, itd.), a prostorno na cijeli svijet. 
Ekspanziju doživljava početkom 1990-tih godina kada se javlja mnoštvo Techno rave party-a širom Europe poglavito u Njemačkoj i Nizozemskoj. U velikoj Britaniji javio se specifičan "Techno rave" pokret kao odgovor na "dosadnu" pop glazbu 1980-tih i kao nastavak razvoja elektroničke britanske "Acid-house" scene koja je bila zabranjivana krajem 1980-tih godina. Velika Britanija je specifična i po tome što je utemeljila zvuk "Rave" glazbe, sa specifičnim "piano rifovima" u kombinaciji s "techno hard core" elementima. Najpoznatija diskografska kuća tog vremena bila je Londonska "XL recordings" s izvođačima poput "SL2", "T99", "Cubic 22", itd. Od ostalih britanskih izvođača poznati su bili: "Altern 8", "Future sound of London", "Dream Frequency", "Oceanic", "M.A.N.I.C.", itd. S druge strane, u Njemačkoj, javio se još masovniji "Techno rave" pokret s poznatim "Mayday"-om koji svoje začetke ima 1991. godine, a javio se iz javnog bunta kada su berlinske gradske vlasti htjele zatvoriti prvi berlinski "rave" radio "Rave channel DT64". Od poznatih izvođača - zagovornika ovog berlinskog radija bili su: Marusha, Sven Väth, DJ Tanith, Westbam, X-101, itd. Tom prilikom, 1991. godine održan je prvi Mayday - "rave party", prigodom kojeg je Marusha izdala skladbu pod nazivom "Rave channel". Kasnije slijede novi Mayday "rave party"-i, a zvuk Techno glazbe poprima žanrovski nešto žešći zvuk te se javlja period "Hard core Techno" glazbe. Polovicom 1990-tih godina žanrovski se javlja Techno trance glazba.

## Techno glazba u Hrvatskoj
Techno glazba u Zagreb dolazi također početkom 1990-tih godina kada se prvi put ovaj zvuk mogao čuti u zagrebačkom klubu "Gjuro II" na party-ima radnih naslova "Ecstasy party", "Space party", "Extravaganza", te nešto kasnije i u zagrebačkom klubu Aquarius na prvim Techno "party"-ima radnih naslova "Sabotage", itd. Prvi Techno "rave party" u Zagrebu održan je 1993. godine u Mesničkoj ulici u podzemnom nuklearnom Titovom skloništu - tunelu ispod Gornjeg grada. Gostovali su renomirani DJ Beamish iz Londona, Random Logic iz Slovenije, DJ Mate Galić iz Berlina i drugi gosti iz Londona i Europe. Cijeli party bio je popraćen specijalnom reportažom na tadašnjem MTV-u. Nakon toga otvorena su vrata mnogim drugim Techno "rave party"-ima koji slijede u Zagrebu, a od kojih treba izdvojiti "Future shock", "Vivid", "Galactica", itd.         